# بوب غراهام (سياسي)
بوب غراهام (بالإنجليزية: Bob Graham)‏ هو سياسي أسترالي، ولد في 19 مايو 1943. انتخب عضو الجمعية التشريعية نيو ساوث ويلز.